# Epigynopteryx maculosata
Epigynopteryx maculosata là một loài bướm đêm trong họ Geometridae.